# Liste der maronitischen Patriarchalvikare in Jerusalem
Die folgenden Persönlichkeiten wirkten als Patriarchalvikare der Maronitischen Kirche in Jerusalem:
- Youssef Mouallem  1895–1896
- Estephane Hobeish  1896–1897
- Boulos 'Aweiss  1897–1898
- Khairallah Estephane 1898–1901
- Youssef Mouallem  1901–1911 (erneut)
- Gerges Doumit  1911–1928 (wurde nach Demission Mönch)
- Boulos 'Aweiss  1929–1934 (erneut)
- Boulos Eid   1934–1938
- Youssef Ghanem   1939–1941 (schon 1939 amtsenthoben)
- Boulos Méouchi  1941–1945
- Francis Moubarac  1945–1949
- Elias Ziadé   1949–1975
- Augustin Harfouche  1975–1996

1996: Gründung des Patriarchal-Exarchats Jerusalem und Palästina